# Camino (przeglądarka)
Camino – przeglądarka internetowa dla systemu operacyjnego OS X bazująca na silniku renderującym Gecko. Program ten jest jednym z produktów Fundacji Mozilla.
Początkowo opracowywany był jako oryginalna i uproszczona wersja Netscape Navigatora dla Mac OS X, dlatego też czasami Camino nazywane jest „Navigator”. Po anulowaniu projektu przez AOL (tuż przed jego ukończeniem) rozwijana dalej przez Mike’a Pinkertona jako wolne oprogramowanie. Pierwotna nazwa programu – Chimera – musiała zostać zmieniona z powodu konfliktu nazw ze starszą przeglądarką o tej samej nazwie.
Zamiast znanego z Firefoxa graficznego interfejsu użytkownika bazującego na XUL Camino posiada oryginalny interfejs graficzny oparty na Cocoa.
Przeglądarka ta posiada takie funkcje jak przeglądanie w kartach i blokowanie wyskakujących okienek. Przez użytkowników OS X Camino uważane jest za przeglądarkę lepiej integrującą się z systemem niż Firefox czy SeaMonkey.
Wersja 0.8.x Camino wymaga OS X w wersji 10.1 lub nowszej. Wersja 1.0 przeznaczona jest dla systemu OS X w wersjach 10.2 i nowszych. Wersja 2.0 przeznaczona jest dla systemu OS X w wersjach 10.4 (lub nowszej).
Nie jest już rozwijana.